# Espagne aux Jeux olympiques d'été de 1924
L’Espagne participe aux Jeux olympiques d'été pour la troisième fois, à l’occasion des Jeux olympiques d'été de 1924, à Paris. L'équipe est constituée de 93 hommes et deux femmes, engagés dans 44 épreuves réparties dans 15 sports. Elle ne remporte aucune médaille.
La délégation comprend 13 athlètes ; dix rameurs ; sept boxeurs ; quatre cavaliers ; treize escrimeurs ; une équipe de football ; quatre lutteurs ; quatre nageurs ; trois plongeurs ; une équipe de polo ; six tennismen et deux tenniswomen ; un tireur ; trois marins et une équipe de water-polo.

## Sources
- A. Avé (dir.), Les Jeux de la VIIIe Olympiade Paris 1924 : Rapport officiel, Paris, La Librairie de France, 1924, 852 p.
- Résultats complets sur Olympedia